# Romanian Open
Romanian Open – męski turniej tenisowy kategorii ATP Tour 250 zaliczany do cyklu ATP Tour. Rozgrywany na kortach ziemnych w rumuńskim Bukareszcie w latach 1993–2016 i ponownie od sezonu 2024.

## Mecze finałowe

### gra pojedyncza
| Rok        | Zwycięzca              | Finalista              | Wynik            |
| 2025       | Flavio Cobolli         | Sebastián Báez         | 6:4, 6:4         |
| 2024       | Márton Fucsovics       | Mariano Navone         | 6:4, 7:5         |
| 2017– 2023 | Nie rozgrywany         | Nie rozgrywany         | Nie rozgrywany   |
| 2016       | Fernando Verdasco      | Lucas Pouille          | 6:3, 6:2         |
| 2015       | Guillermo García-López | Jiří Veselý            | 7:6(5), 7:6(11)  |
| 2014       | Grigor Dimitrow        | Lukáš Rosol            | 7:6(2), 6:1      |
| 2013       | Lukáš Rosol            | Guillermo García-López | 6:3, 6:2         |
| 2012       | Gilles Simon           | Fabio Fognini          | 6:4, 6:3         |
| 2011       | Florian Mayer          | Pablo Andújar          | 6:3, 6:1         |
| 2010       | Juan Ignacio Chela     | Pablo Andújar          | 7:5, 6:1         |
| 2009       | Albert Montañés        | Juan Mónaco            | 7:6(2), 7:6(6)   |
| 2008       | Gilles Simon           | Carlos Moyá            | 6:3, 6:4         |
| 2007       | Gilles Simon           | Victor Hănescu         | 4:6, 6:3, 6:1    |
| 2006       | Jürgen Melzer          | Filippo Volandri       | 6:1, 7:5         |
| 2005       | Florent Serra          | Igor Andriejew         | 6:3, 6:4         |
| 2004       | José Acasuso           | Igor Andriejew         | 6:3, 6:0         |
| 2003       | David Sánchez          | Nicolás Massú          | 6:2, 6:2         |
| 2002       | David Ferrer           | José Acasuso           | 6:3, 6:2         |
| 2001       | Junus al-Ajnawi        | Albert Montañés        | 7:6(5), 7:6(2)   |
| 2000       | Juan Balcells          | Markus Hantschk        | 6:4, 3:6, 7:6(1) |
| 1999       | Alberto Martín         | Karim al-Alami         | 6:3, 6:2         |
| 1998       | Francisco Clavet       | Arnaud Di Pasquale     | 6:4, 2:6, 7:5    |
| 1997       | Richard Fromberg       | Andrea Gaudenzi        | 6:1, 7:6(2)      |
| 1996       | Alberto Berasategui    | Carlos Moyá            | 6:1, 7:6(5)      |
| 1995       | Thomas Muster          | Gilbert Schaller       | 6:3, 6:4         |
| 1994       | Franco Davín           | Goran Ivanišević       | 6:2, 6:4         |
| 1993       | Goran Ivanišević       | Andriej Czerkasow      | 6:2, 7:6(5)      |

### gra podwójna
| Rok        | Zwycięzcy                            | Finaliści                               | Wynik                 |
| 2025       | Marcel Granollers Horacio Zeballos   | Jakob Schnaitter Mark Wallner           | 7:6(3), 6:4           |
| 2024       | Sadio Doumbia Fabien Reboul          | Harri Heliövaara Henry Patten           | 6:3, 7:5              |
| 2017– 2023 | Nie rozgrywany                       | Nie rozgrywany                          | Nie rozgrywany        |
| 2016       | Florin Mergea Horia Tecău            | Chris Guccione André Sá                 | 7:5, 6:4              |
| 2015       | Marius Copil Adrian Ungur            | Nicholas Monroe Artem Sitak             | 3:6, 7:5, 17–15       |
| 2014       | Jean-Julien Rojer Horia Tecău        | Mariusz Fyrstenberg Marcin Matkowski    | 6:4, 6:4              |
| 2013       | Maks Mirny Horia Tecău               | Lukáš Dlouhý Oliver Marach              | 4:6, 6:4, 10–6        |
| 2012       | Robert Lindstedt Horia Tecău         | Jérémy Chardy Łukasz Kubot              | 7:6(2), 6:3           |
| 2011       | Daniele Bracciali Potito Starace     | Julian Knowle David Marrero             | 3:6, 6:4, 10–8        |
| 2010       | Juan Ignacio Chela Łukasz Kubot      | Marcel Granollers Santiago Ventura      | 6:2, 5:7, 13–11       |
| 2009       | František Čermák Michal Mertiňák     | Johan Brunström Jean-Julien Rojer       | 6:2, 6:4              |
| 2008       | Paul-Henri Mathieu Nicolas Devilder  | Mariusz Fyrstenberg Marcin Matkowski    | 7:6(4), 6:7(9), 22–20 |
| 2007       | Oliver Marach Michal Mertiňák        | Martín García Sebastián Prieto          | 7:6(2), 7:6(8)        |
| 2006       | Mariusz Fyrstenberg Marcin Matkowski | Martín García Luis Horna                | 6:7(5), 7:6(6), 10–8  |
| 2005       | José Acasuso Sebastián Prieto        | Victor Hănescu Andrei Pavel             | 6:3, 4:6, 6:3         |
| 2004       | Lucas Arnold Ker Mariano Hood        | Óscar Hernández José Acasuso            | 7:6(5), 6:1           |
| 2003       | Karsten Braasch Sarkis Sarksjan      | Simon Aspelin Jeff Coetzee              | 7:6(7), 6:2           |
| 2002       | Jens Knippschild Peter Nyborg        | Emilio Benfele Álvarez Andrés Schneiter | 6:3, 6:3              |
| 2001       | Ałeksandar Kitinow Johan Landsberg   | Pablo Albano Marc-Kevin Goellner        | 6:4, 6:7(5), 10–6     |
| 2000       | Alberto Martín Ejal Ran              | Devin Bowen Mariano Hood                | 7:6(4), 6:1           |
| 1999       | Lucas Arnold Ker Martín García       | Marc-Kevin Goellner Francisco Montana   | 6:3, 2:6, 6:3         |
| 1998       | Andrei Pavel Gabriel Trifu           | George Cosac Dinu Pescariu              | 7:6, 7:6              |
| 1997       | Luis Lobo Javier Sánchez             | Hendrik Jan Davids Daniel Orsanic       | 7:5, 7:5              |
| 1996       | David Ekerot Jeff Tarango            | David Adams Menno Oosting               | 7:6, 7:6              |
| 1995       | Mark Keil Jeff Tarango               | Cyril Suk Daniel Vacek                  | 6:4, 7:6              |
| 1994       | Wayne Arthurs Simon Youl             | Jordi Arrese José Antonio Conde         | 6:4, 6:4              |
| 1993       | Menno Oosting Libor Pimek            | George Cosac Ciprian Porumb             | 7:6, 7:6              |